# لیخترفلده
شهر لیخترفلده (به هلندی: Lichtervelde) در شهرستان روسلاره در استان فلاندری غربی در منطقه فلاندری در کشور بلژیک واقع شده‌است.

## نگارخانه

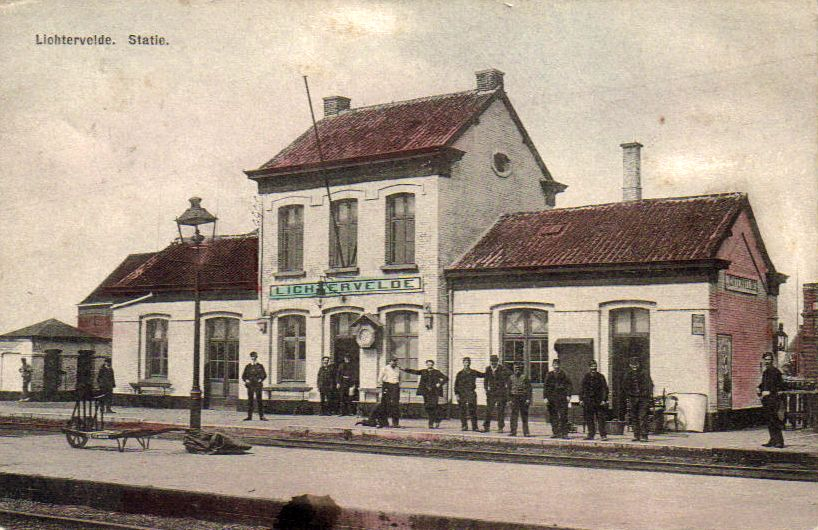
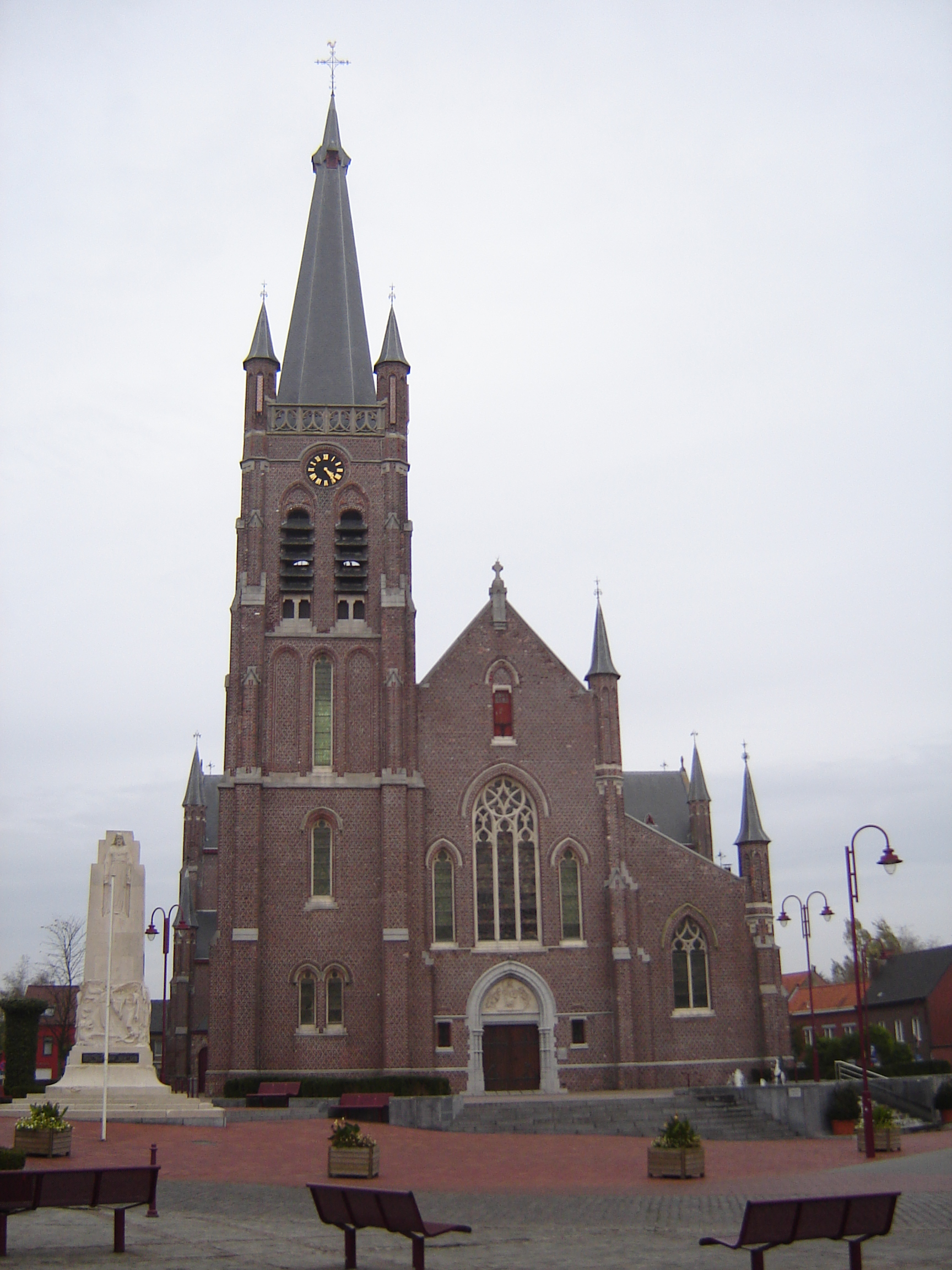
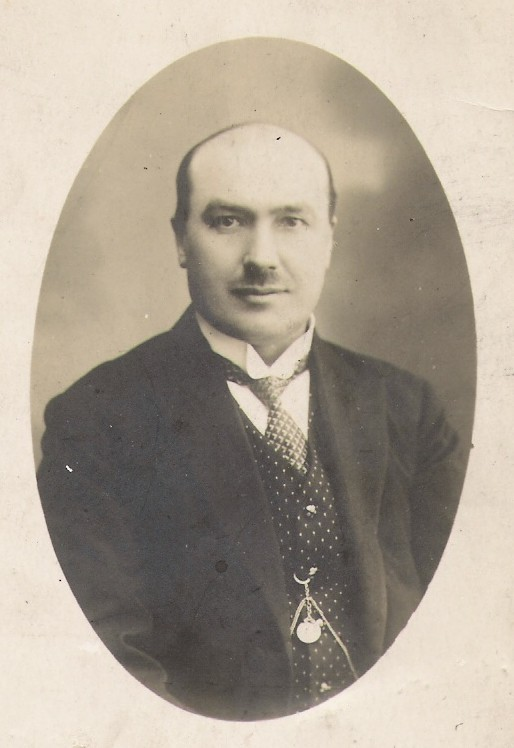